# Les Secrets du volcan
Ne doit pas être confondu avec La Malédiction du volcan.
Les Secrets du volcan est une mini-série française en quatre épisodes de 96 minutes, écrite par Anne-Marie Catois et Gabrielle Borile, réalisée par Michaëla Watteaux, diffusée entre le 23 août et le 12 septembre 2006 sur France 2.
Cette saga de l'été traite des relations compliquées entre deux familles censées être les plus anciennes de l'île de La Réunion dans le récit mais qui ont surtout été baptisées par les producteurs en l'honneur de grandes figures de l'histoire de La Réunion : Mahé pour Bertrand-François Mahé de La Bourdonnais et Bertin pour Antoine Bertin. Un siècle avant les épisodes racontés, les ancêtres des premiers étaient les esclaves des aïeux des seconds, ce qui fait que les familles se haïssent. Par ailleurs, dans les années 1960, Alberto Mahé et Octave Bertin se sont tués ensemble dans un tragique accident. On sait également que les protagonistes actuels sont liés par un lourd secret ayant un rapport avec le piton de la Fournaise, le volcan actif de l'île.

## Synopsis
Sous le soleil de La Réunion, le tonnerre gronde entre les Mahé et les Bertin depuis que deux meurtres ont été commis en moins de 48 heures. Sophie Moussié, infirmière qui faisait chanter Mattéo et Cristina Mahé au sujet d’une mystérieuse photo dérobée chez les Bertin, a été retrouvée assassinée sur le pas de leur porte. Le lendemain matin, c’est le vieux Mattéo, diabétique, qui a été découvert, sans vie dans le bureau de sa société de construction immobilière, Batibo. Et cent mille euros ont disparu du coffre. Les analyses de la police ont révélé que sa seringue auto-injectante d’insuline contenait un extrait de datura, une plante vénéneuse... Criblé de dettes et parce qu’il avait rendez-vous avec le défunt patriarche le soir de sa mort, Alexandre Bertin est dans le collimateur du commissaire Desrivières. Thomas, le fils adoptif des Mahé, avait lui aussi rendu visite à la victime, mais c’est un détail que la venimeuse Cristina préfère taire... Alertée de ces événements tragiques, Geneviève, la mère d’Alexandre et de Julia, qui avait fui la famille il y a deux ans, revient de métropole au grand dam de sa belle-mère, Hortense...
Chez les Bertin, nul ne sait quoi faire face à la tournure qu’ont pris les événements et au sort réservé à Alexandre. Côté Mahé, la perfide Cristina est prête à tout afin de ramener Thomas dans les bras de sa fille, Jasmine...

## Fiche technique
- Titre : Les Secrets du volcan
- Réalisation : Michaëla Watteaux
- Scénario : Gabrielle Borile et Anne-Marie Catois
- Musique : Stéphane Moucha
- Photographie : Mário Barroso et Ivan Kozelka
- Cadreur : Franck Coffinet
- Son: Pierre Donnadieu et Christophe Martin
- Production : Laurence Bachman
- Société de production : Barjac Production
- Pays d'origine : France
- Format : couleurs - 16/9
- Genre : comédie dramatique, aventure
- Durée : 4 × 96 minutes
- Date de sortie : 2006

## Distribution
- Mélanie Maudran : Julia Bertin
- Véronique Jannot : Cristina Mahé, mère de Jasmine
- Maria Pacôme : Hortense Bertin, mère de Marie-Thérèse
- Cédric Chevalme : Thomas Sweil
- Didier Cauchy : Guillaume Bertin, père de Julia et Alexandre
- Corinne Touzet : Geneviève Bertin, mère de Julia et Alexandre
- Stanislas Crevillén : Alexandre Bertin
- Sara Martins : Jasmine Mahé, fille de Cristina
- Thierry Desroses : Commandant Desrivières
- Louis Velle : Mattéo Mahé, père de Cristina
- Mathieu Delarive : Richard BAyard
- Nicole Jamet : Marie-Thérèse, fille de Hortense
- Vanille Attié : Sophie Moussié, petite amie de Guillaume
- Jacqueline Farreyrol : Joséphine, voyante
- Mattéo Vallon : Titou, policier
- Manuela Servais : Nathalie
- Rocaya Tohiri : Régine
- Fabrice Deville : Stéphane Todobrini
- Yannick Van Nieuwenhove : Fournier
- Valérie Paüs : Kim, petite amie d'Alexandre Bertin
- Mathieu Bisson : Christophe
- Charlotte Rivière : Sunsia
- Jean-Laurent Faubourg : Salinas

## Informations
Cette saga, d'abord appelée Cases créoles puis Les Yeux du volcan, a été tournée pendant cinq mois, entre le 30 janvier et le 31 mai 2006, sur l'île de La Réunion, département d'outre-mer français qui sert de cadre au récit et dont l'origine volcanique est une explication du titre retenu. Organisé par Industrie cinématographique réunionnaise, le tournage a commencé le 30 janvier au musée de Villèle, ancienne propriété de Madame Desbassayns dans les Hauts de Saint-Paul. Des prises de vue près de l'étang de Saint-Paul, à Saint-Denis et Saint-Benoît, ont également eu lieu. On peut ainsi apercevoir la forêt de Bélouve et le Grand Étang au cours des épisodes. Les bâtiments du conservatoire botanique de Mascarin, sis à Saint-Leu, sont également présents à l'écran en tant que résidence de l'une des deux familles.
On compte entre 500 et 1 000 figurants recrutés localement, l'essentiel d'entre eux apparaissant dans une scène de combat de coqs.